# Sanremo
San Remo je grad na zapadnoligurskoj obali Mediterana, na sjeverozapadu Italije. 
U gradu se održavaju brojne kulturne manifestacije od kojih je svakako najznačajniji – Festival di Sanremo.
Grad je smješten idealno, na obali Ligurskog mora a iza njega steru se visoke Primorske Alpe, koje ga štite od hladnih vremenskih utjecaja. Zato ima ugodnu klimu (blage zime i ne osobito vruća ljeta). On je poznato turističko odredište na talijanskoj rivijeri, poznat je po svom kazinu (kockarnici), uzgoju i izložbama cvijeća (zovu ga i grad cvijeća). Ljubiteljima sporta poznat je i po biciklističkoj utrci Milano – Sanremo, koja se održava od 1907. na kraju ožujka na dionici od 294 km.

## Povijest
Od malog rimskog naselja Matutia (Villa Matutiana), Sanremo je narastao u ranom srednjem vijeku u grad kada se je njegovo stanovništo preselilo na uzvisine i sagradilo tvrđavu i zidine oko naselja La Pigna, da se zaštiti od Saracenskih provala.

## Zanimljivosti
- U Sanremu je 1920. održana međunarodna konferencija, na kojoj su sile Antante, s mandatom Lige Naroda odlučivale o sudbini poraženog Osmanskog Carstva. Najvažniji zaključak te konferencije bilo je davanje mandata Velikoj Britaniji u Palestini.
- U gradu je živio i umro slavni izumitelj Alfred Nobel 1896.
- U Sanremu je 1925. godine umro Muhamed Ali-šah, pretposljednji iranski šah iz kadžarske dinastije

## Gradovi prijatelji
- Atami, Japan, od 1976.
- Budva, Crna Gora, od 2003.
- Helsingør, Danska
- Karlskoga, Švedska

## Poznati građani
- Giovanni Gerolamo Saccheri (1667. – 1733.), isusovac, filozof, teolog i matematičar
- Angelo Iachino (1889. – 1976.), Admiral talijanske mornarice
- Mario Bava (1914. – 1980.), talijanski filmski redatelj, snimatelj i scenarist

## Vanjske poveznice
- Službeni portal grada
- Crkve i spomenici grada
- Informacije o gradu i Glazbenom festivalu  Arhivirana inačica izvorne stranice od 18. lipnja 2011. (Wayback Machine)
- Turistički vodič